# كريس كلارك (لاعب كرة قدم بريطاني)
كريس كلارك (بالإنجليزية: Chris Clark)‏ (15 سبتمبر 1980 في المملكة المتحدة - ) هو لاعب كرة قدم بريطاني في مركز الوسط. شارك مع منتخب اسكتلندا الثانوي لكرة القدم ‏. أما مع النوادي، فقد لعب مع نادي أبردين ونادي بليموث أرجايل وCove Rangers F.C. ‏.

## وصلات خارجية
- كريس كلارك على موقع قاعدة بيانات كرة القدم.إي يو (الإنجليزية)
- كريس كلارك على موقع Soccerbase.com (لاعب) (الإنجليزية)